# Campo 19
Campo 19 (In Tranzit) è un film del 2008 diretto da Tom Roberts.
È basato sulla storia vera dei prigionieri di guerra tedeschi in un campo di lavoro sovietico dopo la seconda guerra mondiale.
Il film è uscito nei cinema russi il 4 marzo 2008 e nel Regno Unito il 31 maggio 2010.

## Trama
Nell'inverno del 1946, a Leningrado, un gruppo di prigionieri di guerra tedeschi vengono inviati in un campo di transito femminile dal crudele colonnello russo Pavlov. Quando arrivano, le donne soldato russe mostrano ostilità nei confronti dei prigionieri perché hanno ucciso le loro famiglie e i loro amici; solo la dottoressa Natalia e la cuoca trattano i prigionieri con dignità. Natalia ha un accordo con il colonnello Pavlov per tenere il suo ex amante, ferito alla testa durante la guerra, nel campo invece di mandarlo in un istituto in Siberia. Pavlov incarica Natalia di scoprire i membri delle SS nascosti nel gruppo di prigionieri. Natalia e il prigioniero Max provano una grande attrazione l'uno per l'altra, mentre un altro prigioniero, Klaus, cerca di convincere Max a denunciare una coppia di prigionieri per soddisfare Pavlov. Natalia convince l'uomo d'affari Yakov a organizzare un'orchestra con i prigionieri; vengono invitati a un ballo, dove le donne sole sopravvissute alla guerra possono ballare con i tedeschi. Dopo il ballo, Natalia convince l'agente Elena a lasciare che i prigionieri trascorrano la notte con le donne. Natalia ha un'avventura di una notte con Max e mentre lui torna di nascosto negli alloggi, viene attaccato da Klaus ma salvato da Natalia, che poi scopre chi è realmente Klaus. Pavlov interrompe la lotta tra Max e Klaus. Klaus poi si suicida, venendo investito da un treno. Max e Pavlov discutono su chi fosse veramente Klaus e sulla reputazione che aveva. Pavlov definisce Natalia una vera sovietica per aver completato la sua missione, rivelando la verità a Max. Max viene portato via con il cuore spezzato. Il giorno successivo Max viene restituito e l’ex amante di Natalia viene portato in Siberia. Alla fine ricevono la notizia che Stalin ha stretto un accordo e che i prigionieri di guerra torneranno a casa.